# Kale-je Geli Muhamedabad
Kale-je Geli Muhamedabad (perz. قلعه گلی محمدآباد, dosl. blatna kula kod Muhamedabada) je utvrda na sjeveru Komske pokrajine u Iranu, uz povijesni put između Raja i Isfahana odnosno uz suvremenu cestu između Garmsara i Koma, oko 35 km sjeveroistočno potonjeg grada. Građevina se datira u sasanidsko razdoblje (3. − 7. st.) i izgrađena je od opeke i ćerpiča. Izvorna utvrda nepravilnog je četverokutnog tlocrta (30 x 45 m) i prati topografiju sjevernog brda, a bila je opasana s četiri masivne ugaone kule i isto toliko manjih sporednih kula na pročeljima od čega su dvije na sjeveru odnosno po jedna na istoku i zapadu. Tijekom ranog srednjeg vijeka građevinu su obnovili Abasidi izgradivši pritom dodatne bedeme prema zapadu, jugu i istoku s ukupno 12 kula. Pretpostavlja se da su utvrdu posljednji koristili Seldžuci s obzirom na to da se svega 50 m južnije nalazi karavan-saraj Sangi-Muhamedabad koji se datira u razdoblje njihove vladavine (11. − 12. st.). Kroz srednji vijek utvrda je doživjela velika razaranja (vjerojatno od Mongola) i danas je u vrlo lošem stanju. U studenom 2001. godine utvrda Kale-je Geli Muhamedabad uvrštena je na popis iranske kulturne baštine.

## Galerija
- Istočni pogled na utvrdu
- Južna kula s bedemima
- Ruševine sjeverne kule
- Drevni parabolični lukovi
- Abasidski zapadni bedem

## Poveznice
- Karavan-saraj Sangi-Muhamedabad